# Лу Тин

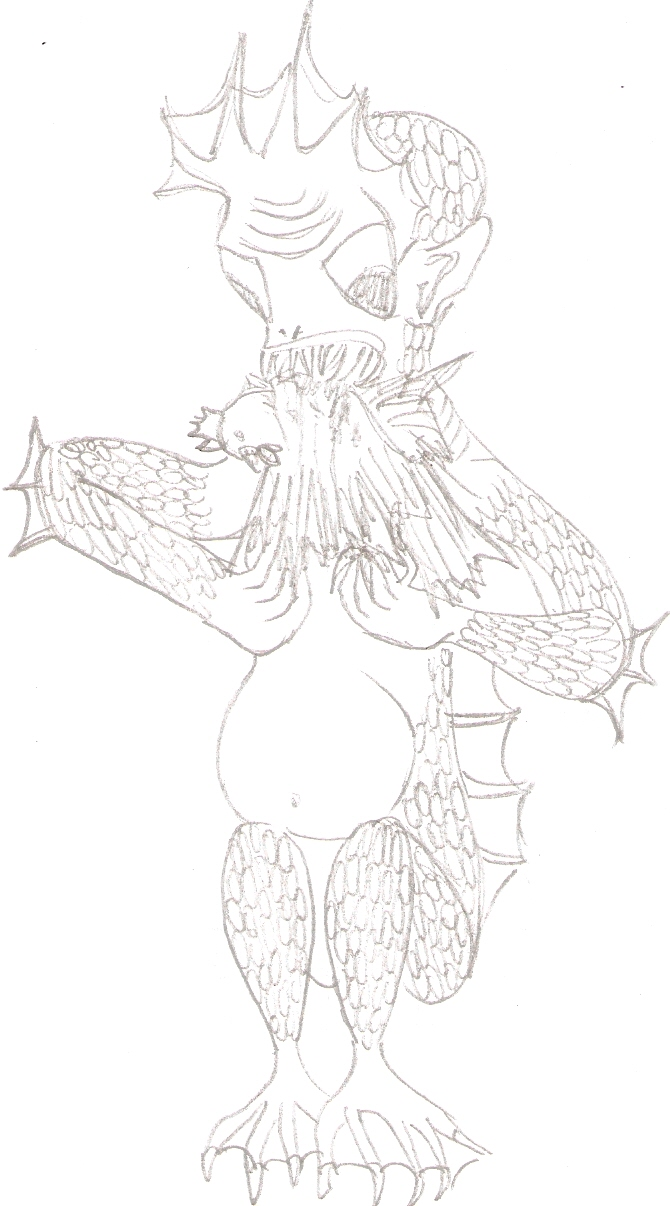
Иллюстрация внешнего облика Лу Тина.

Лу Тин (также известные как Лу Юй (盧餘), Лу Хэн, люди-рыбы (盧亨魚人), люди-рыбы (盧亭魚人)) — раса мифических существ, упоминаемая в древнекитайских повествованиях, наполовину люди, наполовину рыбы, один из которых в период Восточной Цзинь якобы был предводителем народного восстания; в легендах сообщается, что его звали Лу Сюнь, он жил в горах Дасишань (大奚山) возле Гонконга (Даайхайсаань, сегодня это обобщающее название вершин мелких островов около Гонконга); по преданию, он также был прародителем народа даьцзя. Истории о них рассказывали начиная периодом Восточной Цзинь (東晉) вплоть до наших дней. Так называемый Лу Хэн (盧亨魚人), или Лу Тин (盧亭魚人), имел внешний облик обычного человека, но с необычными отклонениями. В гонконгских преданиях указывалось, что на их теле была длинная чешуя, а ещё они любили пить кровь кур. Время от времени им удавалось обменивать улов рыбы на кур, а иногда они воровали их у местных крестьян.

## Древние заметки Сянь (獻)
В «Кантонских хрониках» (廣東新語) записано следующее: «Так называемые Лу Тин… были неоднократно замечены. У них высокий рост, среди них есть самки и самцы, волосяной покров тёмно-жёлтый, глаза тоже жёлтые, кровь тёмно-коричневая, длина хвоста несколько цуней; увидев человека, они сразу в страхе прячутся в воду, постоянно плавают среди волн, пугаются людей, стараясь их прогнать. Если это их самки, то они хорошенькие, просто нет слов; умеют только смеяться, давно используют пять основных зерновых культур для пропитания; пока имеют при себе горы улова рыбы, они не входят в море; вероятно, люди-рыбы не опасны для человека». Эти записи в период Восточной Цзинь уже были названы записями про народ Лутин (盧亭人), но, однако, имеется и описание этих существ в другом, более «современном» варианте, отличающемся от первоначального, — люди-рыбы Лу Хэн (盧亨魚人). В связи с этим, хотя их название и произносится обычно Лухэн (盧亨魚人), в действительности их называют Лутин (盧亭魚人), поскольку один из иероглифов был со временем видоизменён (亭->亨), но, тем не менее, о достоверности соответствующего произношения (то есть Лутин) исследователями не было получено убедительных доказательств.
В эпоху династии Мин в записях «Сборник рассказов местности Линнань» (嶺南叢述), написанных человеком по имени Чэн Чуньчжу (鄧淳著) из уезда Дунгуань (東莞), говорится: «И на острове Лантау, и у 36 островов в местном море есть гроты на побережье, во множестве населённые дикарями, или так называемыми потомками Лу Сюня (盧循), сейчас известными как Лу тин (盧亭), а ещё называемых Лу Юй (盧餘)».

## Конец народа Лутин (согласно преданию)
Народ Лу Тин якобы мирно обитал в горах острова Лантау, и изначально ханьцы, жившие на равнине, с ними не ссорились. Но позже императорский двор Сунской династии (南宋朝) запретил им перепродавать незаконно добываемую соль, и в год празднования начала правления Цин Нинцзуна (宋寧宗), послав солдат в Лантау, они, как сообщается, устроили среди островитян большую резню. Народ Лу Тин был практически полностью уничтожен, а уцелевшие дали начало народности, известной сегодня как танка (蜑家).